# Francisco de Ulloa

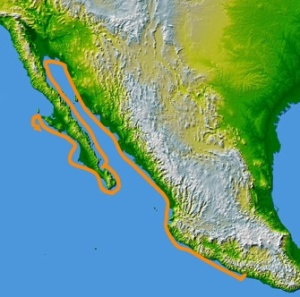
Ulloa 1539-es expedíciójának útvonala

Francisco de Ulloa (megh. 1540) spanyol felfedező, aki a mai Mexikó nyugati partjait térképezte fel Hernán Cortés utasítására.
Nem tudni, vajon Cortésszel tartott-e annak első új-spanyolországi expedícióján. Egyes történészek azt állítják, részt vett az azték főváros, Tenochtitlan elfoglalásában (1520), Bernal Díaz del Castillo korabeli történész szerint azonban később érkezett Mexikóba, leveleket hozva Cortés feleségétől.
1539-ben Cortés saját költségén három kis hajóból álló flottát szervezett, melynek vezetésével Ulloát bízta meg. Az Acapulcóból július 8-án elindult expedíció feladata a csendes-óceáni part feltérképezése és az Aniáni-szoros (az Északnyugati átjáró) megtalálása volt. Hat hét múlva elérték a Kaliforniai-öblöt, amit Ulloa Cortés tengerének nevezett el. Egy vihar miatti rövid megálló után (az egyik hajó eltűnt, a másik kettő megsérült) szeptember 12-én folytatták az utat, egész az öböl legészakibb pontjáig.
Visszafordulva a Kaliforniai-félsziget (Baja California) keleti partja mentén haladtak. Miután a La Paz-i öbölben felfrissítették a készleteiket, megkerülték a földnyelvet, és tovább hajóztak északnak, azonban a rossz időjárás miatt a félsziget felénél (az Isla de Cedros közelében) vissza kellett fordulniuk. Egyes források szerint Ulloa hajója elsüllyedt vagy egy cunami a szárazföld belsejébe sodorta – valószínűleg ez az alapja a Colorado sivatagban felbukkanó hajóroncsok legendájának. Mások szerint Ulloa csak a vele utazó papot, Francisco Preciadót küldte vissza az addig készített feljegyzésekkel, ő maga pedig tovább indult észak felé, és soha nem tért vissza. Díaz del Castillo szerint azonban Ulloa is megérkezett Új-Spanyolországba, ahol 1540-ben egy katona (saját legénységének tagja?) megkéselte.
Bár Ulloa bebizonyította (és az őt egy évvel követő Hernando de Alarcón megerősítette), hogy a Baja California félsziget, a korabeli térképkészítők között akadtak, akik továbbra is szigetként ábrázolták Kaliforniát.

## Külső hivatkozások
- Franciso de Ulloa – Catholic Encyclopedia
- Francisco de Ulloa – AmericanJourneys.org